# سباستيان دي كوفاروباياس
سباستيان دي كوفاروباياس (بالإسبانية: Sebastián de Covarrubias)‏ هو معجمي وكاتب إسباني، ولد في 1539 في طليطلة في إسبانيا، وتوفي في 1613 في قونكة في إسبانيا.